# Кійно (Бабаєвський район)
Кійно (вепс. Kaist)  — сільце в Бабаєвському районі Вологодської області Росії.
Входить до складу Вепського національного сільського поселення (з 1 січня 2006 року по 13 квітня 2009 року було центром Куйського вепського національного сільського поселення). 
Відстань по автодорозі до районного центру Бабаєво — 118 км, до центру муніципального утворення села Тімошино по прямій — 20 км. Найближчі населені пункти — с. Заболоття, с. Панкратово. Станом на 2002 рік проживав 91 чоловік.